# Adenophora tricuspidata
Adenophora tricuspidata är en klockväxtart som först beskrevs av Fisch. och Schult., och fick sitt nu gällande namn av A.Dc. Adenophora tricuspidata ingår i släktet kragklockor, och familjen klockväxter. Inga underarter finns listade i Catalogue of Life.